# (1542) Schalén
(1542) Schalén ist ein Asteroid des Hauptgürtels, der am 26. August 1941 von dem finnischen Astronomen Yrjö Väisälä in Turku entdeckt wurde. 
Der Asteroid wurde zu Ehren des schwedischen Astronomen Carl Schalén benannt.